# Katapult (Magazin)
Katapult (Eigenschreibweise: KATAPULT) ist ein im März 2015 gegründetes populärwissenschaftliches Magazin, das zur Veranschaulichung nahezu ausschließlich Infografiken und Karten verwendet. Es wird in Greifswald (Mecklenburg-Vorpommern) produziert.

## Konzept
Das Magazin behandelt Themen verschiedener wissenschaftlicher Bereiche wie Sozial-, Politik-, Wirtschafts-, Rechts-, Sprach- und Geschichtswissenschaft sowie Humangeographie. Das konkrete Ziel besteht darin, sozialwissenschaftliche Erkenntnisse auf kreative Weise einer breiten Öffentlichkeit zugänglich zu machen. Somit sollen auch komplexere Inhalte sozialwissenschaftlicher Forschung populärwissenschaftlich publiziert werden. Katapult wurde zunächst in mehreren Sprachen angeboten; nach eigenen Angaben, um über nationale Grenzen hinweg Wissenschaft zu vermitteln und einen Austausch zwischen Wissenschaftlern anzustoßen. Das Vorhaben wurde jedoch nicht weiter verfolgt.
Katapult finanziert sich durch den Verkauf einer vierteljährlich erscheinenden gedruckten Ausgabe, Lizenzverkäufen von Grafiken, Werbeeinnahmen und Spenden. Daneben vertreibt der Verlag Bücher, Poster und Kartenspiele.
Seit der 17. Ausgabe wird das Magazin nach eigenen Angaben auf Recyclingpapier gedruckt.

### Verlag
Seit September 2020 veröffentlicht Katapult Bücher selbstständig im Katapult-Verlag.

### Regionalzeitung
Seit dem 1. Juni 2021 erscheint unter dem Namen Katapult MV eine regionale Zeitung für Mecklenburg-Vorpommern. Die Artikel werden täglich online und einmal im Monat als gedruckte Ausgabe für Abonnenten veröffentlicht. Die erste gedruckte Ausgabe wurde im September 2021 publiziert.
Katapult erklärte die Gründung von Katapult MV mit dem Wunsch, die regionale Zeitungslandschaft zu pluralisieren und ein Gegengewicht zur Regionalzeitung Nordkurier zu schaffen, die nach Aussage des damaligen Katapult-Chefredakteurs Benjamin Fredrich „systematisch mit Rassismus“ arbeite. Nach knapp drei Tagen hatte die neue Regionalzeitung bereits über 2.450 Abonnenten, zum Jahresanfang 2023 waren es knapp über 5.200. Ziel ist es, mit steigender Abonnentenzahl weitere Redakteure einzustellen, um so neben der Landesberichterstattung später auch eine flächendeckende Lokalberichterstattung in Groß- und Kleinstädten bieten zu können. Derzeit (Stand: 22. April 2024) arbeiten fünf Personen für Katapult MV.

### Katapult Ukraine
Nach dem russischen Einmarsch in die Ukraine im Februar 2022 kündigte Katapult an, eine ukrainische Redaktion aufzubauen, die zum Krieg berichtet. Gearbeitet wird in der Redaktion in Greifswald sowie aus der Ukraine und Russland. Artikel erscheinen regelmäßig online. Bei der Erstausgabe im Dezember 2022 bestand die Redaktion aus elf Mitarbeitern. Ein Büro in Odessa wurde wieder geschlossen; ukrainische Journalisten kritisierten das Magazin dafür. Außerdem warfen sie Katapult vor, Gehälter nie in vereinbarter Höhe bezahlt zu haben.

## Geschichte
Das Magazin wurde im März 2015 von Benjamin Fredrich gegründet. Laut eigenen Aussagen riet man ihm ab, es drucken zu lassen; auch sollte er damit nach Berlin gehen, weil dort die Infrastruktur für Startups besser sei. Das Team des Magazins wurde von März 2015 bis Februar 2016 vom Förderprogramm „EXIST“ des Bundesministeriums für Wirtschaft und Energie unterstützt. Anfangs veröffentlichte Katapult seine Artikel und Grafiken nur online, im April 2016 erschien die erste gedruckte Ausgabe.
Benjamin Fredrich trat nach einer kritischen Recherche von Übermedien im Januar 2023 als Chefredakteur und Herausgeber zurück. Das Magazin wurde anschließend von Nasrin Morgan und Juli Katz geleitet, Katz war zudem bis Ende 2023 Chefredakteurin.
Am 5. September 2023 veröffentlichte Fredrich den Artikel, in dem er beziffert, der Verlag habe 2022 ein Defizit von 290.000 Euro erwirtschaftet und es könnte im laufenden Jahr 450.000 Euro betragen. Zugleich verkündete er, Geschäftszahlen noch transparenter darstellen zu wollen. Zwei Wochen später konnte die drohende Insolvenz nach seinen Angaben durch Spenden, Einkäufe im Online-Shop und neue Abonnements abgewendet werden. Zudem wurde der Jahrespreis von 20 auf „knapp 30“ Euro angehoben. Durch Maßnahmen bei Projekten und Verträgen sollen rund 400.000 Euro pro Jahr gespart werden.
Mitte Dezember 2023 wurde eine Bedrohung durch Rechte öffentlich gemacht.
Ab 2022 thematisierten das NDR-Medienmagazin Zapp und Übermedien die Arbeitssituation bei Katapult und bezogen sich dabei auf Informationen ehemaliger Mitarbeiter, insbesondere der ukrainischen Journalisten. In der Folge trat Benjamin Fredrich als Chefredakteur und Geschäftsführer zurück. Der Spiegel thematisierte den Fall 2024 erneut, woraufhin sechs Katapult-Mitarbeitende der Spiegel-Autorin Vicky Bargel vorwarfen, Falschaussagen verbreitet zu haben und sie manipuliert zu haben. Der Spiegel kündigte daraufhin an, den Fall intern aufzuklären. Ein Ergebnis der Spiegel-Ombudsstelle steht noch aus. Übermedien analysierte die erhobenen Vorwürfe von Katapult folgendermaßen: „Manche Vorwürfe sind nicht nachprüfbar, andere fadenscheinig, einige wenige bedenkenswert.“

## Auszeichnungen
Die Idee für das Magazin wurde 2014 mit dem zweiten Platz des UNIQUE-Ideenwettbewerbs und dem Sonderpreis des UNIQUE+-Businessplanwettbewerbs der Universität Greifswald ausgezeichnet.

## Printausgaben

### Magazin
Die erste gedruckte Ausgabe erschien am 30. März 2016 mit einer Auflage von 10.000 Exemplaren und wurde in Deutschland, Österreich und der Schweiz vertrieben. Auf 100 Seiten wurden darin in 20 Artikeln die Themen Migration, Diktaturen und Korruption behandelt. Bis September 2020 erschienen 19 Ausgaben. Im September 2021 hatte das Magazin nach eigenen Angaben eine Auflage von 150.000 Exemplaren, die in Deutschland, Österreich, Luxemburg und der Schweiz vertrieben werden. Seit der 27. Ausgabe, die im Oktober 2022 erschien, ist die Auflagenanzahl erstmals nicht gestiegen, sondern stark auf 115.000 Exemplare gesunken.

### Sonderheft Knicker
Seit Oktober 2018 gibt es außer dem Katapult-Magazin auch das Sonderheft Knicker, das ein einziges Thema auf einer Karte im Format DIN A1 behandelt. Während das Sonderheft Knicker bis zur 17. Ausgabe nach eigenen Angaben eine Auflage von 130.000 Exemplaren hatte, beträgt die Auflage seit Ausgabe 18 nur noch 70.000 Exemplare (Stand 18. Januar 2023).

### Bücher
Am 5. Februar 2019 erschien das erste Buch von Katapult mit dem Titel 100 Karten, die deine Sicht auf die Welt verändern. Das Buch hat 208 Seiten. Die Erstauflage betrug 6.000 Exemplare. Im Mai 2020 wurde die 12. Auflage gedruckt. Die Gesamtauflage beträgt über 75.000 Exemplare. Die Kritiken reichten von „klamaukig“ (Handelsblatt) bis „originell“.
Am 9. März 2020 erschien das zweite Buch von Katapult mit dem Titel 102 grüne Karten zur Rettung der Welt. Die Karten sollen zeigen, „wie dramatisch der Zustand der Erde ist – aber auch, wie leicht es wäre, ihn zu verbessern“. Das Buch hat 208 Seiten und ist auf Recyclingpapier gedruckt.
Am 25. September 2020 erschien das dritte Buch mit dem Titel 100 Karten über Sprache, das Katapult im Eigenverlag herausbrachte. Auf 208 Seiten werden Wortherkünfte und die Entwicklung unterschiedlichster Sprachen, ähnlich wie bei den anderen zwei Kartenbüchern näher dargestellt. Am 5. November 2020 erschien der Roman Die Redaktion des Katapult-Gründers und -Herausgebers Benjamin Fredrich, der die Geschichte von Katapult erzählt. Am selben Tag startete außerdem eine neue Buchreihe, mit dem ersten Titel Philosophen Band 1: Die Säufer. Beide Bücher erschienen im Eigenverlag und wurden auf Recyclingpapier gedruckt. Im März 2021 erschien das Buch Spaß mit Flaggen.
Inzwischen sind 40 Bücher im Katapult Verlag erschienen.

## Statistik

Abonnentenentwicklung des Katapult-Magazins (nach Ausgaben)

| 2015   | 2016   | 2017    | 2018    | 2019    | 2020      |
| ------ | ------ | ------- | ------- | ------- | --------- |
| 28.000 | 50.000 | 177.000 | 388.000 | 950.000 | 2.500.000 |

| 2015 | 2016  | 2017  | 2018   | 2019   | 2020   | 2023   |
| ---- | ----- | ----- | ------ | ------ | ------ | ------ |
| 0    | 1.201 | 7.044 | 13.600 | 23.500 | 71.000 | 73.500 |

| 2015 | 2016 | 2017 | 2018 | 2019 | 2020 | 2021 | 2022 | 2023 | 2/2024 |
| ---- | ---- | ---- | ---- | ---- | ---- | ---- | ---- | ---- | ------ |
| 2    | 3    | 4    | 7    | 14   | 34   | 44   | 72   | 36   | 32     |

| weiblich | männlich |
| -------- | -------- |
| 14       | 18       |

| 2015 | 2016 | 2017  | 2018  | 2019  | 2020  | 2022  | 7/2022 |
| ---- | ---- | ----- | ----- | ----- | ----- | ----- | ------ |
| 0    | 700  | 1.532 | 1.750 | 2.250 | 3.150 | 3.300 | 3.400  |

## Audioproduktionen
Katapult produzierte zusammen mit dem Radiosender detektor.fm eine wöchentliche Besprechung einer wissenschaftlichen Karte (Feature: „Karte der Woche“) oder Statistik zu einem aktuellen Thema (Feature: „Zahlen bitte“). Die Rubrik wurde 2019 eingestellt.
2023 gab es eine achtteilige Podcast-Serie zum Thema "Krieg und ..." von Redakteurin Juli Katz. Seit 18. April 2025 veröffentlicht die Redakteurin Ella Daum den Podcast "Katapult der Woche", der einige der Artikel aus der letzten Zeit vorstellt.
Der Rapper Veedel Kaztro produzierte einen Soundtrack Die Bild ist tot als Magazinmusik für die 13. Ausgabe des Katapult-Magazins. Er behandelt die sinkende Auflagenzahl der Bild-Zeitung. Im Januar 2020 folgte als Soundtrack zur 16. Ausgabe Veedel Kaztros Song Papier Planet.

## Plagiatsvorwürfe
Der damalige Katapult-Chefredakteur Benjamin Fredrich warf der Süddeutschen Zeitung am 16. Februar 2020 vor, Grafiken von Katapult zu kopieren und mit kurzer Zeitverzögerung in der Statistikrubrik Unterm Strich zu veröffentlichen. Der zuständige Redakteur der Süddeutschen Zeitung gab die Übernahme der Werke nach Angaben von Fredrich zu. Nach der Veröffentlichung der Vorwürfe stellte die Süddeutsche Zeitung die gesamte Rubrik ein.
Der Hamburger Verlag Hoffmann und Campe veröffentlichte im März 2020 das Buch Gute Karten: Deutschland, wie Sie es noch nie gesehen haben. Benjamin Fredrich warf dem Verlag und deren Autoren Tin Fischer und Mario Mensch vor, das gesamte Konzept, das Layout und auch einzelne Karten für dieses Buch von Katapult kopiert zu haben. Tin Fischer empfand die anschließende Wut der Katapult-Leserschaft als Shitstorm und wies die Vorwürfe zurück. Auch Hoffmann und Campe wies alle Vorwürfe zurück. Der Medienrechtler Tilman Winterling schätzte die Plagiatsvorwürfe hinsichtlich der unrechtmäßigen Aneignung des Konzepts in einem Interview mit dem Deutschlandfunk als „wahrscheinlich nicht justiziabel“ ein. Denn ein solches Konzept sei „nicht richtig schutzfähig“. Hier müsse man einzelne Karten miteinander vergleichen, um das urheberrechtlich zu überprüfen. Aus wettbewerbsrechtlicher Sicht könne hingegen eine Nachahmung vorliegen. Die Frankfurter Allgemeine Zeitung deutete bei dem Plagiatsvorwurf auf die Ähnlichkeit der Covers hin. Die Zeitung Die Welt stimmte Fredrichs Standpunkt zu, dass bei einigen Karten Übereinstimmungen bestehen. Der Deutschlandfunk nannte es einen „Buch-Klon“, der sich laut dem Neuen Deutschland „auf sehr dreisten Grauzonen-Wegen“ bewegt.

## Autoren (Auswahl)
- Tamar Amar-Dahl
- Joachim Behnke
- Wolfgang Benz
- Hubertus Buchstein
- Christoph Deutschmann
- Daniel Gerlach
- Reinhold Hedtke
- Marcel Helbig
- Birgit Heller
- Gerald Hüther
- Ferhad Ibrahim Seyder
- Martin Keune
- Rainer Maria Kiesow
- Dieter H. Kollmer
- Sebastian Liebold
- Horst Meier
- Helmut Müller-Enbergs
- Hedwig Richter
- Brigitte Röder
- Joachim Scharloth
- Michael F. Scholz
- Edgar Wagner